# Pogona vitticeps
Бородатая агама (лат. Pogona vitticeps) — ящерица семейства агамовые. Получила своё название из-за характерного шейного мешка, который в моменты опасности или брачного заигрывания раздувается, приобретая темный окрас. В окраске преобладают желтоватые, серые или коричневые тона. Цвет может меняться в зависимости от температуры и состояния животного. У взрослых рисунок практически отсутствует, у молодых пятна и полосы на спине и боках образуют правильные геометрические узоры.
Распространена в Австралии.

## Среда обитания
Австралийские полупустыни, редкие леса и каменистые местности. Внутренние районы: штаты Квинсленд, Новый Южный Уэльс, северо-запад штата Виктория, восточная половина штата Южная Австралия и юго-восток штата Северная Территория, нигде не выходит на морское побережье.

## Внешний вид
Размеры взрослой особи могут достигать 50—60 сантиметров. Тело имеет сплющенную эллипсоидную форму, длина хвоста в полтора раза превышает длину тела. Благодаря необычному строению чешуи, бородатая агама имеет экзотический и хищный вид. Чешуя в виде колючих шипов расположена по телу ящерицы рядами, преимущественно по бокам, увеличивая тем самым видимые размеры тела. Голова имеет треугольную форму и обрамлена колючками, по бокам расположены слуховые отверстия. В моменты появления угрозы, ящерица расплющивает своё тело, раздувает «бороду» и открывает пасть — такое поведение визуально увеличивает размеры агамы и отпугивает врагов.

## Биотоп и образ жизни в природе
Засушливые пустынные и полупустынные биотопы, сухие леса, каменистые полупустыни, аридные скрабы (кустарниковые заросли). Ведет наземный и полудревесный образ жизни. Активность дневная. В качестве укрытий роет норы, использует норы других животных, груды камней, расщелины у корней деревьев и кустов. В жаркое время либо скрывается в укрытиях, либо может невысоко взбираться на деревья и кустарники, где затаивается в зоне относительного проветривания. Агамы придерживаются своих территориальных участков.

## Различия полов
У самцов хвост заметно утолщен у основания. Горло (борода) взрослых самцов в «брачный» период темно-синего или чёрного цвета, у самок — оранжевого или бежевого.

## Питание
Бородатая агама преимущественно ведет хищный образ жизни. Питается насекомыми. Пока ящерица молодая, в её рацион входит 30 % растительной пищи и 70 % — животной. Когда агама становится взрослой, то рацион постепенно меняется до обратного соотношения — 30 % животной и 70 % растительной. Поскольку агамы этого вида живут преимущественно в засушливых местах, влагу они получают через пищу и во время выпадения росы. Также во время дождя бородатая агама наклоняет тело вперед и пьет стекающую воду.

## Разведение
Половозрелыми агамы становятся на 2 году жизни. Яйцекладущий вид.
После вывода из зимовки, агам облучают и кормят, добавляя в корм препараты, содержащие витамин «Е», в течение 2—3 недель. Самцы приобретают яркую, «брачную» окраску. Затем самцов и самок подсаживают друг к другу, если они сидели раздельно. Самцы демонстрируют яркую окраску горла, приподымаясь на передних лапах и делая кивки головой.
Готовые к спариванию самки демонстрируют самцам своё согласие различными движениями головы и манипуляциями хвоста. После этого самцы преследуют самок, настигнув, прихватывают их зубами, удерживают и вводят гемипенисы.
Копуляции продолжаются недолго, до 5 минут. После спаривания, через 45—65 дней, самки откладывают яйца. Для этого им нужно вырыть нору глубиной не менее 40 см, поэтому беременных самок следует поместить в специальный террариум, в котором либо создают слой песка подобной глубины, с увлажнением его снизу, либо ко дну террариума присоединяют ящик, высотой в 40 см, а длиной и шириной около 30 см, в который ведет вход, через отверстие в дне террариума, ящик наполняют песком, кокосовым субстратом с вермикулитом или смесью песка и вермикулита, также с нижним увлажнением. Кладку изымают и помещают в инкубатор при температуре 27—29°С. Количество яиц в кладке
от 9 до 25 штук. Через 65—90 дней, а при температуре в инкубаторе 30—31°С, через 55—60 дней, из яиц вылупляются малыши, которые начинают питаться, после усвоения желточного запаса. Самка откладывает за сезон 2, приблизительно равные, кладки.
Было известно, что пол у этих ящериц определяется хромосомами: ZW у самок и ZZ у самцов, но у агамы есть зависимость от температуры в инкубационный период.
Зависимость температуры:
22—32 °C — оба пола.
32 °C — все самки.

## Содержание в террариуме
Бородатых агам содержат в просторных горизонтальных террариумах с камнями и крепкими ветками, по которым животным удобно лазить. Минимальные размеры террариума на 1—2 особи — 90×60×40 см (без учёта высоты светильника). Температура поддерживается при помощи локального, направленного вниз подогрева (лампа накаливания, зеркальная лампа). Террариум желательно разместить на значительной высоте от пола, для того, чтобы животные чувствовали себя в относительной безопасности. В качестве грунта используют мелкий песок (нельзя использовать гравий, кокосовую стружку, кору и так далее, так как субстрат может попадать с пищей в желудок ящерицы, закупоривая его).
Воду агамы получают либо от опрыскивания тела раз в день, либо при кратковременных купаниях (при температуре 36-38 градусов цельсия) раз-два в неделю, либо с сочным кормом. Также, бородатой агаме в террариум можно поставить ёмкость с несколькими камнями (!), по размеру больше головы животного, и водой, дабы ящерица могла принимать ванны самостоятельно. Жидкость рекомендуется регулярно менять. При линьке следует купать рептилию чаще.
Температура днём 25—30 °C, под обогревателем (лампами накаливания) до 42°. Пищеварение у агам начинается при температуре от 37 градусов. Ночью температура не выше 27 градусов. Обязательно ультрафиолетовое облучение и кальциевые подкормки. Влажность низкая, так как в природе агамы живут в засушливых районах. Нужна хорошая вентиляция, но обязательна защита от сквозняков.
В террариуме устанавливается лампа для точечного нагрева и УФ лампа (ReptiGlo не менее 10.0), которая должна находиться не дальше, чем в 30 см от ящерицы. Под точкой обогрева помещают корягу, камни, ветви, полочку-этажерку, чтобы агамы могли хорошо прогреваться, выбирая при этом нужную им температуру. Ветки и коряги размещают и в холодном углу. Нельзя греть агам с помощью термоковриков или термошнуров. Укрытия нежелательны, так как агамы могут недополучать ультрафиолет. Стенки террариума декорируют фоном из фигурного материала, напоминающего скалы и позволяющего агамам лазать по его поверхности (желательно не использовать, различные виды пенопласта, так как агама может его оторвать или откусить). Нельзя помещать в террариум растения или любые украшения, которые агама может откусить (это грозит закупоркой кишечника). Молодых агам до 6 месяцев рекомендуется содержать на салфетках или пластиковых ковриках.
Взрослых агам можно содержать группой, но либо только самки, либо самец и 2 самки.

## Сезонная и суточная ритмика
Продолжительность светового дня и работы дневного подогрева в период активности животного — 10-12 часов.
В зимние месяцы можно обеспечить период покоя, при строгом соблюдении следующих условий. В течение двух недель постепенно сокращается световой день и продолжительность работы подогревов, при 6 часовом дне, ящериц прекращают кормить и отключают подогрев. Затем, через неделю, их помещают в светонепроницаемый, вентилируемый садок, наполненный опилками или хорошо отжатым сфагнумом. Температура, во время зимовки, должна быть на уровне 15—18°С. Поддержание влажности: за счет опрыскивания грунта в углу садка по одному разу в неделю. Периодически ставят в садок поилку.
Продолжительность зимовки до 2 месяцев, при нормальном состоянии животного. Выводят агам из зимовки в том же ритме, в каком их укладывали, постепенно повышая световой и тепловой день. При 6 часовом дне, включают подогрев и предлагают корм. Для неполовозрелого молодняка зимовка не обязательна, но желательна. Некоторыми террариумистами практикуется изменение сезонной ритмики животных южного полушария, на сезонную ритмику северного полушария, но следует помнить, что подобная замена возможна только для животных прошедших длительную адаптацию, проживших в неволе несколько лет или родившихся и выросших (особенно, сменивших не одно поколение) в террариумных условиях.

## Кормление
В природе питаются различными беспозвоночными и мелкими позвоночными животными, листьями и сочными побегами растений, цветками и мягкими плодами. В террариумных условиях агам кормят сверчками (банановыми и др.), тараканами, а также мучными червями, зофобасом, иными насекомыми. Не стоит кормить ящериц домовыми насекомыми, ибо они могут быть отравлены средствами от насекомых. У взрослых агам кормление животной пищей производят дважды в неделю, растительную помещают в террариум каждый день. Молодых агам кормят 2-3 раза в день, насекомых желательно подбирать по размеру не больше расстояния между глаз агамы. На ночь оставлять животную пищу в террариуме не рекомендуется, так как некоторые виды насекомых могут покусать агаму. Также нельзя кормить агаму на песке, это может вызвать закупорку кишечника.
Вместе с кормами необходимо давать различные минеральные добавки, например: толченую яичную скорлупу, кальций(сепия, в виде минерального камня потертого через мелкую терку, ReptiCal). Кальций в каждое кормление, мультивитамины для рептилий раз в неделю, согласно инструкции. По мере взросления надо увеличивать количество растительного корма. Уже в год рацион должен составлять до 80 % растительного корма.